# Großer Hexenkopf
Großer Hexenkopf är en bergstopp i Österrike. Den ligger i distriktet Lienz och förbundslandet Tyrolen, i den centrala delen av landet. Toppen på Großer Hexenkopf är 3 314 meter över havet, eller 217 meter över den omgivande terrängen.
Den högsta punkten i närheten är Großvenediger, 3 662 meter över havet, 7,2 km nordväst om Großer Hexenkopf.
Trakten runt Großer Hexenkopf består i huvudsak av kala bergstoppar och isformationer.